# スイスホテル南海大阪
スイスホテル南海大阪（スイスホテルなんかいおおさか、Swissôtel Nankai Osaka）は、大阪市中央区難波五丁目の南海なんば駅上に建てられた「南海サウスタワービル（地上36階・高さ147メートル）」内に所在するシティホテルである。ビルの所有者は南海電気鉄道。

## 概要
スイートルーム、スイス エグゼクティブ ルームを含む全546室。6つのレストラン&バー、18の宴会場&会議室、スパ&フィットネス、ビジネスセンターなどがある。ロビー・フロントは6階に位置しており、隣接する南海ビルに入る髙島屋大阪店とは5階で直結している。5階の車寄せ南西側に南海バスの高速バスターミナル（なんば高速バスターミナル）を併設している。
難波駅の屋上に超高層ホテルを建設する計画は、関西国際空港の開港を機に難波駅周辺の地域開発構想が掲げられ、その一環として南海電鉄により1988年2月に発表された。これに基づき、同年4月に運営会社として「南海サウスタワーホテル株式会社」が設立（出資比率は南海電鉄40%、南海グループ4社で20%、金融機関10社と地元企業7社で40%）。1990年3月29日に南海グループによる「南海サウスタワーホテル大阪」として開業した。
2003年4月に南海電鉄はラッフルズ・インターナショナル・リミテッドとの間でホテルの賃貸借契約を締結、同年9月3日に日本初のスイスホテルとしてリファインオープン。
なお、スイスホテルは旧スイス航空グループのスイスホテル ホテルズ&リゾーツが運営していたが、2002年にスイス航空が経営破綻したことでラッフルズ・インターナショナルに買収され、スイスホテルの名称はその会社の一ブランドとなった。2006年にラッフルズはフェアモント・ホテルズと経営統合しフェアモント・ラッフルズ・ホテルズ・インターナショナルとなった。スイスホテル南海大阪は同ホテルグループとしては、日本で唯一展開しているホテルである。これにより、会社名はスイスホテル大阪南海株式会社となっている（南海サウスタワーホテル株式会社は2004年4月6日に清算）。
また、2016年7月にフェアモント・ラッフルズ・ホテル・インターナショナルがアコーホテルズと経営統合した。これにより当ホテルもアコーホテルズに所属する事になった。

## 客室
- 14階 - 34階 （32階 - 34階はスイス エグゼクティブ クラブフロア）
  - プレミアルーム
  - グランドルーム
  - HOPPL キッズ グランドルーム
  - スイス アドバンテージ ルーム
  - スイス セレクト ルーム
  - スイス エグゼクティブ ルーム
  - ジュニア スイート
  - 和楽・和音
  - デラックス スイート
  - プレステージ スイート
  - インペリアル スイート

スイス エグゼクティブ ルーム・スイート・和楽・和音・HOPPL キッズ グランドルームの宿泊者は、33階のスイス エグゼクティブ クラブ ラウンジが利用可能。

## レストラン
- 「テーブル36」/ 「バー36」（旧：タボラ 36）
- ワイン&ダイン「シュン」
- 日本料理「花暦」
- 鉄板焼「みなみ」
- 中国料理「エンプレスルーム」
- 「ザ・ラウンジ」
- テイクアウトコーナー「スイスグルメ」
- 和個室「こうや」

## アクセス
- 鉄道
  - 南海電鉄 なんば駅直結 （3階改札口より専用エスカレーター有）
  - Osaka Metro御堂筋線・四つ橋線・千日前線難波駅、近鉄難波線・阪神なんば線大阪難波駅下車すぐ（4番・5番出口）

- 車
  - 阪神高速1号環状線・15号堺線湊町出口から約10分、1号環状線道頓堀出口から約10分
- 空港
  - 関西国際空港までは特急ラピートで約35分
  - 大阪国際空港からリムジンバスまたは車で約25分

## 周辺
- なんばパークス
- なんばCITY
- なんばスカイオ